# Qiao
Qiao est l'ancien nom de l'actuelle ville de Bozhou situé au nord de la province de Anhui en Chine. Le district fut créé durant la dynastie Qin et changea de nom pour Bozhou durant la dynastie Tang
Étant le district natal du puissant seigneur de guerre Cao Cao, Qiao prit une importance relative lors de la fin de la dynastie Han. C'est d'ailleurs à cet endroit qu'en l'an 202, Cao Cao émit une proclamation dans laquelle il affirma sa conduite loyale et son désir du maintien de l'État. Il y établit aussi quelques années plus tard sa base d'opérations contre les positions du seigneur de guerre Sun Quan situées le long du Yangzi.
Le district de Qiao fut aussi le lieu de naissance d'autres personnalités illustres chinoises telles le célèbre médecin Hua Tuo.